# Agathia subreducta
Agathia subreducta là một loài bướm đêm trong họ Geometridae.